# Аргентина на зимових Олімпійських іграх 1928
Аргентина на зимових Олімпійських іграх 1928 року, які проходили в швейцарському місті Санкт-Моріц, була представлена 10 спортсменами (всі чоловіки) в одному виді спорту (бобслей).
Аргентина вперше взяла участь у зимовій Олімпіаді. Аргентинські спортсмени не здобули жодної медалі.

## Бобслей
| След  | Спортсмени                                                                                       | Дисципліна | Спуск 1 | Спуск 2 | Разом  | Разом |
| След  | Спортсмени                                                                                       | Дисципліна | Спуск 1 | Спуск 2 | Час    | Місце |
| ----- | ------------------------------------------------------------------------------------------------ | ---------- | ------- | ------- | ------ | ----- |
| ARG 1 | Едуардо Гопе (капітан) Хорхе дель Карріл Ораціо Грамахо Ораціо Іглесіас Ектор Мілберг            | П'ятірки   | 1:40.1  | 1:42.5  | 3:22.6 | 4     |
| ARG 2 | Артуро Грамахо (капітан) Маріано Домарі Рафаель Іглесіас Рікардо Гонсалес Морено Джон Віктор Неш | П'ятірки   | 1:42.3  | 1:40.6  | 3:22.9 | 5     |